# Ewa chce spać
Ewa chce spać (en polonès, Eva vol dormir) és una pel·lícula de comèdia polonesa dirigida per Tadeusz Chmielewski el 1958. Fou rodada a Piotrków Trybunalski i a Wrocław.

## Argument
Ewa, una jove càndida arriba a la ciutat la vigília de l'any escolar, però el conseller no la deixa entrar a l'internat. Desesperada, intenta tota la nit, sense èxit, trobar un lloc on dormir. En el camí es troba amb un policia, matons, prostitutes, barrejat amb fets surrealistes i gairebé fantàstics.

## Repartiment
- Barbara Lass: Ewa
- Stanisław Mikulski: el policia Piotr
- Stefan Bartik: el comissari
- Ludwik Benoit: el perforador de caixes
- Maria Kaniewska: Helutka, la cambrera
- Roman Kłosowski: Lulek el brètol
- Wacław Kowalski: l'armer
- Gustaw Lutkiewicz: el policia Dobiela
- Stanisław Milski: el conserge del liceu
- Jarema Stępowski: Wacek Szparaga, el barman
- Wojciech Turowski
- Edward Wichura: el policia Teofil
- Zygmunt Zintel: l'inspector Piętka
- Bogdan Baer: el forner
- Henryk Boukołowski
- Emir Buczacki: Tolo el cec, carterista
- Halina Buyno-Łoza: la prostituta "Belle Lola"
- Henryk Hunko: el lladre
- Kalina Jędrusik: Biernacka, l'habitant de la llar dels treballadors
- Cezary Julski: el policia Kruszyna
- Eugeniusz Kamiński: el lladre Genio
- Ludwik Kasendra: el policia Pluciński
- Jan Kobuszewski: Marian, l'amant de Biernacka
- Zdzisław Kuźniar: el criminal volant l'escenari de la pel·lícula
- Bronisław Pawlik: el policia Ciapała
- Czesław Piaskowski: l'escombriaire
- Józef Pieracki
- Barbara Rachwalska: la directora de la llar de treballadors
- Wojciech Rajewski
- Ryszard Ronczewski: Filon el silenciós
- Włodzimierz Skoczylas
- Wacław Jankowski: el policia de la comissaria 8a
- Włodzimierz Kwaskowski: Henio el tub de plom
- Ryszard Filipski: l'obrer de la carretera
- Leonard Pietraszak: el moter

## Premis
- Va rebre la Conquilla d'Or al Festival Internacional de Cinema de Sant Sebastià 1958.[2][3]
- L'Ombú d'or a la millor pel·lícula al Festival Internacional de Cinema de Mar del Plata[4]